# Secretário de Estado dos Estados Unidos
O Secretário de Estado dos Estados Unidos é o título do chefe do Departamento de Estado dos Estados Unidos, que lida com os assuntos externos, equivalente ao Ministério dos Negócios Estrangeiros em Portugal, ao Ministério das Relações Exteriores em Angola e ao Itamaraty no Brasil. O Secretário é um membro do Gabinete Presidencial e a mais alta classificação de um secretário do gabinete tanto na linha de sucessão quanto na ordem de precedência. O atual secretário de Estado, selecionado pelo presidente Donald Trump, é o ex-senador Marco Rubio.
O cargo de Secretário de Estado é uma das mais altas posições no governo norte-americano. Três dos últimos quatro Secretários de Estado foram mulheres. Dois dos últimos três Secretários de Estado foram afro-americanos. Desde a independência dos Estados Unidos até 1996, apenas homens brancos representaram seu país como Secretário de Estado; de 2001 em diante, nenhum homem branco assumiu esta posição até Kerry em fevereiro de 2013.

## História
Em 10 de janeiro de 1781, o Segundo Congresso Continental criou o Departamento de Assuntos Externos. Em 27 de julho de 1789, George Washington assinou um projeto de lei congressional reautorizando um Departamento de Assuntos Externos executivo, chefiado pelo Secretário de Assuntos Externos. O Congresso então passou outra lei, dando certas responsabilidades domésticas adicionais ao novo Departamento e mudando seu nome para Departamento do Estado, e o nome do chefe do departamento para Secretário de Estado. Washington aprovou esse ato em 15 de setembro de 1789.
Os novos deveres domésticos atribuídos ao renomeado departamento foram: recebimento, publicação, distribuição, e preservação das leis dos Estados Unidos, sob vigilância do Grande Selo dos Estados Unidos; autenticação de cópias e preparação de comissões de nomeações do poder executivo; e, finalmente, custódia dos livros, papéis e recordes do Congresso Continental, incluindo a Constituição dos Estados Unidos e a Declaração de Independência.
Nos primeiros anos da república, o Vice-presidente seria aquele que tivesse o segundo lugar na quantidade de votos eleitorais, e poderia ter vindo de um partido político diferente do presidente. O Secretário de Estado, como membro do mesmo partido político do presidente, foi, muitas vezes, visto como um natural trampolim para a presidência. A gama de Secretários de Estado que, mais tarde, ocuparam a Casa Branca, incluem: Thomas Jefferson, James Madison, James Monroe, John Quincy Adams, Martin Van Buren e James Buchanan. Já a gama de Secretários que, sem êxito, tentaram a presidência (seja antes ou após seu serviço no Departamento de Estado) incluem: Henry Clay, Daniel Webster, John C. Calhoun, William H. Seward, James G. Blaine, Walter Q. Gresham, John Sherman, Elihu Root, William Jennings Bryan, Charles Evans Hughes, Edmund Muskie, John Kerry e Hillary Rodham Clinton.

## Funções

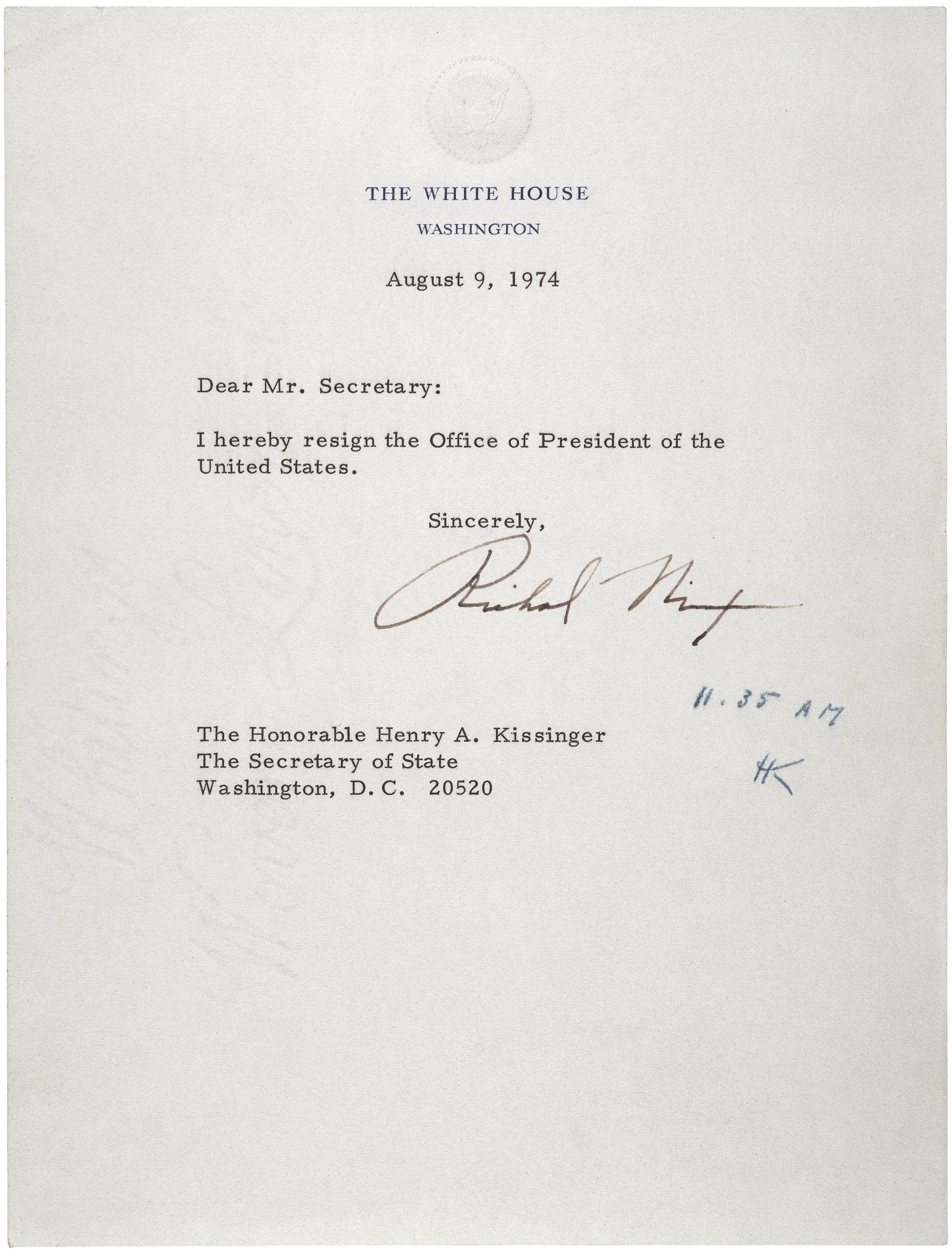
Carta de demissão de Richard Nixon a Henry Kissinger.

Muitas das não originais funções domésticas do Departamento de Estado têm sido transferidas para outras agências. Aquelas que permanecem incluem armazenamento e o uso do Grande Selo dos Estados Unidos, desempenho das funções do protocolo da Casa Branca, elaboração de discursos, e respostas a inquéritos. De acordo com a Constituição dos Estados Unidos, o Secretário desempenha funções tais como o presidente exige. Isto inclui negociações com representantes estrangeiros e instrução da embaixada dos Estados Unidos ou consulados no exterior. O Secretário também serve como principal conselheiro do presidente, em determinação da política de externa dos Estados Unidos e, nas últimas décadas, tem se tornado responsável pela direção, coordenação e supervisão geral de atividades interdepartamentais do governo estadunidense ultramarino, exceto certas atividades militares. Como o mais alto cargo do gabinete, o Secretário de Estado é o quarto na linha de sucessão da presidência, vindo após o Vice-presidente, o Presidente da Câmara dos Representantes dos Estados Unidos, e o Presidente pro tempore do Senado dos Estados Unidos. (Ver: Linha de sucessão presidencial dos Estados Unidos.) A lei federal (3 U.S.C. § 20) prevê que uma demissão presidencial deve ser efetuada por comunicação escrita do presidente ao escritório do Secretário de Estado. Isto ocorreu apenas uma vez, quando o presidente Richard Nixon renunciou em agosto de 1974 via uma carta ao seu Secretário de Estado Henry Kissinger.

## Lista dos Secretários de Estado
Legenda:
     Sem partido      Partido Democrata-Republicano      Partido Federalista      Partido Democrata      Partido Whig      Partido Republicano
| Nº | Secretário de Estado | Secretário de Estado             | Início do mandato      | Fim do mandato          | Partido               | Presidente             | Refs           |
| -- | -------------------- | -------------------------------- | ---------------------- | ----------------------- | --------------------- | ---------------------- | -------------- |
| 1  |                      | Thomas Jefferson                 | 22 de março de 1790    | 31 de dezembro de 1793  | Democrata-Republicano | George Washington      | [ 3 ] [ 4 ]    |
| 2  |                      | Edmund Randolph                  | 2 de janeiro de 1793   | 20 de agosto de 1795    | Federalista           | George Washington      | [ 5 ] [ 6 ]    |
| 3  |                      | Timothy Pickering                | 4 de março de 1797     | 12 de maio de 1800      | Federalista           | John Adams             | [ 7 ] [ 8 ]    |
| 4  |                      | John Marshall                    | 13 de junho de 1800    | 4 de março de 1801      | Federalista           | John Adams             | [ 9 ] [ 10 ]   |
| 5  |                      | James Madison                    | 2 de maio de 1801      | 3 de março de 1809      | Democrata-Republicano | Thomas Jefferson       | [ 11 ] [ 12 ]  |
| 6  |                      | Robert Smith                     | 6 de março de 1809     | 1 de abril de 1811      | Democrata-Republicano | James Madison          | [ 13 ]         |
| 7  |                      | James Monroe                     | 2 de abril de 1811     | 3 de março de 1817      | Democrata-Republicano | James Madison          | [ 14 ] [ 15 ]  |
| 8  |                      | John Quincy Adams                | 5 de março de 1817     | 3 de março de 1825      | Democrata-Republicano | James Monroe           | [ 16 ] [ 17 ]  |
| 9  |                      | Henry Clay                       | 7 de março de 1825     | 3 de março de 1829      | Democrata-Republicano | John Quincy Adams      | [ 18 ] [ 19 ]  |
| 10 |                      | Martin Van Buren                 | 28 de março de 1829    | 23 de maio de 1831      | Democrata             | Andrew Jackson         | [ 20 ] [ 21 ]  |
| 11 |                      | Edward Livingston                | 24 de maio de 1831     | 29 de maio de 1833      | Democrata             | Andrew Jackson         | [ 22 ] [ 23 ]  |
| 12 |                      | Louis McLane                     | 29 de maio de 1833     | 30 de junho de 1834     | Democrata             | Andrew Jackson         | [ 24 ] [ 25 ]  |
| 13 |                      | John Forsyth                     | 1 de julho de 1834     | 3 de março de 1841      | Democrata             | Andrew Jackson         | [ 26 ] [ 27 ]  |
| 13 | Martin Van Buren     | John Forsyth                     | 1 de julho de 1834     | 3 de março de 1841      | Democrata             |                        | [ 26 ] [ 27 ]  |
| 14 |                      | Daniel Webster                   | 6 de março de 1841     | 8 de maio de 1843       | Whig                  | William Henry Harrison |                |
| 14 | John Tyler           | Daniel Webster                   | 6 de março de 1841     | 8 de maio de 1843       | Whig                  |                        |                |
| 15 |                      | Abel P. Upshur                   | 24 de junho de 1843    | 28 de fevereiro de 1844 | Whig                  | [ 28 ]                 |                |
| 16 |                      | John C. Calhoun                  | 1 de abril de 1844     | 10 de março de 1845     | Democrata             | [ 29 ] [ 30 ]          |                |
| 17 |                      | James Buchanan                   | 10 de março de 1845    | 7 de março de 1849      | Democrata             | James K. Polk          | [ 31 ] [ 32 ]  |
| 18 |                      | John M. Clayton                  | 8 de março de 1849     | 22 de julho de 1850     | Whig                  | Zachary Taylor         | [ 33 ] [ 34 ]  |
| 18 | Millard Fillmore     | John M. Clayton                  | 8 de março de 1849     | 22 de julho de 1850     | Whig                  |                        | [ 33 ] [ 34 ]  |
| 19 |                      | Daniel Webster                   | 23 de julho de 1850    | 24 de outubro de 1852   | Whig                  |                        |                |
| 20 |                      | Edward Everett                   | 6 de novembro de 1852  | 3 de março de 1853      | Whig                  | [ 35 ] [ 36 ]          |                |
| 21 |                      | William L. Marcy                 | 7 de março de 1853     | 6 de março de 1857      | Democrata             | Franklin Pierce        | [ 37 ] [ 38 ]  |
| 22 |                      | Lewis Cass                       | 6 de março de 1857     | 14 de dezembro de 1860  | Democrata             | James Buchanan         | [ 39 ] [ 40 ]  |
| 23 |                      | Jeremiah S. Black                | 17 de dezembro de 1860 | 5 de março de 1861      | Democrata             | James Buchanan         | [ 41 ]         |
| 24 |                      | William H. Seward                | 5 de março de 1861     | 4 de março de 1869      | Republicano           | Abraham Lincoln        | [ 42 ] [ 43 ]  |
| 24 | Andrew Johnson       | William H. Seward                | 5 de março de 1861     | 4 de março de 1869      | Republicano           |                        | [ 42 ] [ 43 ]  |
| 25 |                      | Elihu B. Washburne               | 5 de março de 1869     | 16 de março de 1869     | Republicano           | Ulysses S. Grant       |                |
| 26 |                      | Hamilton Fish                    | 17 de março de 1869    | 12 de março de 1877     | Republicano           | Ulysses S. Grant       | [ 44 ]         |
| 27 |                      | William M. Evarts                | 12 de março de 1877    | 7 de março de 1881      | Republicano           | Rutherford B. Hayes    | [ 45 ] [ 46 ]  |
| 28 |                      | James G. Blaine                  | 7 de março de 1881     | 19 de dezembro de 1881  | Republicano           | James A. Garfield      |                |
| 28 | Chester A. Arthur    | James G. Blaine                  | 7 de março de 1881     | 19 de dezembro de 1881  | Republicano           |                        |                |
| 29 |                      | Frederick Theodore Frelinghuysen | 19 de dezembro de 1881 | 6 de março de 1885      | Republicano           | [ 47 ] [ 48 ]          |                |
| 30 |                      | Thomas F. Bayard                 | 7 de março de 1885     | 6 de março de 1889      | Democrata             | Grover Cleveland       | [ 49 ] [ 50 ]  |
| 31 |                      | James G. Blaine                  | 7 de março de 1889     | 4 de junho de 1892      | Republicano           | Benjamin Harrison      |                |
| 32 |                      | John W. Foster                   | 29 de junho de 1892    | 23 de fevereiro de 1893 | Republicano           | Benjamin Harrison      | [ 51 ]         |
| 33 |                      | Walter Q. Gresham                | 7 de março de 1893     | 28 de maio de 1895      | Democrata             | Grover Cleveland       | [ 52 ]         |
| 34 |                      | Richard Olney                    | 10 de junho de 1895    | 5 de março de 1897      | Democrata             | Grover Cleveland       | [ 53 ]         |
| 35 |                      | John Sherman                     | 6 de março de 1897     | 27 de abril de 1898     | Republicano           | William McKinley       | [ 54 ] [ 55 ]  |
| 36 |                      | William R. Day                   | 28 de abril de 1898    | 16 de setembro de 1898  | Republicano           | William McKinley       | [ 56 ]         |
| 37 |                      | John Hay                         | 30 de setembro de 1898 | 1 de julho de 1905      | Republicano           | William McKinley       | [ 57 ]         |
| 37 | Theodore Roosevelt   | John Hay                         | 30 de setembro de 1898 | 1 de julho de 1905      | Republicano           |                        | [ 57 ]         |
| 38 |                      | Elihu Root                       | 19 de julho de 1905    | 27 de janeiro de 1909   | Republicano           | [ 58 ] [ 59 ]          |                |
| 39 |                      | Robert Bacon                     | 27 de janeiro de 1909  | 5 de março de 1909      | Republicano           | [ 60 ]                 |                |
| 40 |                      | Philander C. Knox                | 6 de março de 1909     | 5 de março de 1913      | Republicano           | William Howard Taft    | [ 61 ] [ 62 ]  |
| 41 |                      | William Jennings Bryan           | 5 de março de 1913     | 9 de junho de 1915      | Democrata             | Woodrow Wilson         | [ 63 ] [ 64 ]  |
| 42 |                      | Robert Lansing                   | 9 de junho de 1915     | 13 de fevereiro de 1920 | Democrata             | Woodrow Wilson         | [ 65 ]         |
| 43 |                      | Bainbridge Colby                 | 23 de março de 1920    | 4 de março de 1921      | Democrata             | Woodrow Wilson         | [ 66 ]         |
| 44 |                      | Charles Evans Hughes             | 5 de março de 1921     | 4 de março de 1925      | Republicano           | Warren G. Harding      | [ 67 ]         |
| 44 | Calvin Coolidge      | Charles Evans Hughes             | 5 de março de 1921     | 4 de março de 1925      | Republicano           |                        | [ 67 ]         |
| 45 |                      | Frank B. Kellogg                 | 5 de março de 1925     | 28 de março de 1929     | Republicano           | [ 68 ] [ 69 ]          |                |
| 45 | Herbert Hoover       | Frank B. Kellogg                 | 5 de março de 1925     | 28 de março de 1929     | Republicano           | [ 68 ] [ 69 ]          |                |
| 46 |                      | Henry L. Stimson                 | 28 de março de 1929    | 4 de março de 1933      | Republicano           | [ 70 ]                 |                |
| 47 |                      | Cordell Hull                     | 4 de março de 1933     | 30 de novembro de 1944  | Democrata             | Franklin D. Roosevelt  | [ 71 ]         |
| 48 |                      | Edward Stettinius, Jr.           | 1 de dezembro de 1944  | 27 de junho de 1945     | Democrata             | Franklin D. Roosevelt  | [ 72 ]         |
| 48 | Harry S. Truman      | Edward Stettinius, Jr.           | 1 de dezembro de 1944  | 27 de junho de 1945     | Democrata             |                        | [ 72 ]         |
| 49 |                      | James F. Byrnes                  | 3 de julho de 1945     | 21 de janeiro de 1947   | Democrata             | [ 73 ]                 |                |
| 50 |                      | George Marshall                  | 21 de janeiro de 1947  | 20 de janeiro de 1949   | Sem partido           | [ 74 ]                 |                |
| 51 |                      | Dean Acheson                     | 21 de janeiro de 1949  | 20 de janeiro de 1953   | Democrata             | [ 75 ]                 |                |
| 52 |                      | John Foster Dulles               | 21 de janeiro de 1953  | 22 de abril de 1959     | Republicano           | Dwight D. Eisenhower   | [ 76 ] [ 77 ]  |
| 53 |                      | Christian Herter                 | 22 de abril de 1959    | 20 de janeiro de 1961   | Republicano           | Dwight D. Eisenhower   | [ 78 ] [ 79 ]  |
| 54 |                      | Dean Rusk                        | 21 de janeiro de 1961  | 20 de janeiro de 1969   | Democrata             | John F. Kennedy        | [ 80 ]         |
| 54 | Lyndon B. Johnson    | Dean Rusk                        | 21 de janeiro de 1961  | 20 de janeiro de 1969   | Democrata             |                        | [ 80 ]         |
| 55 |                      | William P. Rogers                | 22 de janeiro de 1969  | 3 de setembro de 1973   | Republicano           | Richard Nixon          | [ 81 ]         |
| 56 |                      | Henry Kissinger                  | 22 de setembro de 1973 | 20 de janeiro de 1977   | Republicano           | Richard Nixon          | [ 82 ]         |
| 56 | Gerald Ford          | Henry Kissinger                  | 22 de setembro de 1973 | 20 de janeiro de 1977   | Republicano           |                        | [ 82 ]         |
| 57 |                      | Cyrus Vance                      | 23 de janeiro de 1977  | 28 de abril de 1980     | Democrata             | Jimmy Carter           | [ 83 ]         |
| 58 |                      | Edmund Muskie                    | 8 de maio de 1980      | 20 de janeiro de 1981   | Democrata             | Jimmy Carter           | [ 84 ] [ 85 ]  |
| 59 |                      | Alexander Haig                   | 22 de janeiro de 1981  | 5 de julho de 1982      | Republicano           | Ronald Reagan          | [ 86 ]         |
| 60 |                      | George P. Shultz                 | 16 de julho de 1982    | 20 de janeiro de 1989   | Republicano           | Ronald Reagan          | [ 87 ]         |
| 61 |                      | James Baker                      | 25 de janeiro de 1989  | 23 de agosto de 1992    | Republicano           | George H. W. Bush      | [ 88 ]         |
| 62 |                      | Lawrence Eagleburger             | 23 de agosto de 1992   | 20 de janeiro de 1993   | Republicano           | George H. W. Bush      | [ 89 ]         |
| 63 |                      | Warren Christopher               | 20 de janeiro de 1993  | 17 de janeiro de 1997   | Democrata             | Bill Clinton           | [ 90 ]         |
| 64 |                      | Madeleine Albright               | 23 de janeiro de 1997  | 20 de janeiro de 2001   | Democrata             | Bill Clinton           | [ 91 ]         |
| 65 |                      | Colin Powell                     | 20 de janeiro de 2001  | 26 de janeiro de 2005   | Republicano           | George W. Bush         | [ 92 ]         |
| 66 |                      | Condoleezza Rice                 | 26 de janeiro de 2005  | 20 de janeiro de 2009   | Republicano           | George W. Bush         | [ 93 ]         |
| 67 |                      | Hillary Clinton                  | 21 de janeiro de 2009  | 1 de fevereiro de 2013  | Democrata             | Barack Obama           | [ 94 ] [ 95 ]  |
| 68 |                      | John Kerry                       | 1 de fevereiro de 2013 | 20 de janeiro de 2017   | Democrata             | Barack Obama           | [ 96 ] [ 97 ]  |
| 69 |                      | Rex Tillerson                    | 1 de fevereiro de 2017 | 31 de março de 2018     | Republicano           | Donald Trump           | [ 98 ]         |
| 70 |                      | Mike Pompeo                      | 26 de abril de 2018    | 20 de janeiro de 2021   | Republicano           | Donald Trump           | [ 99 ] [ 100 ] |
| 71 |                      | Antony Blinken                   | 26 de janeiro de 2021  | 20 de janeiro de 2025   | Democrata             | Joe Biden              |                |
| 72 |                      | Marco Rubio                      | 21 de janeiro de 2025  | Em exercício            | Republicano           | Donald Trump           |                |

## Secretário de estado adjunto dos Estados Unidos

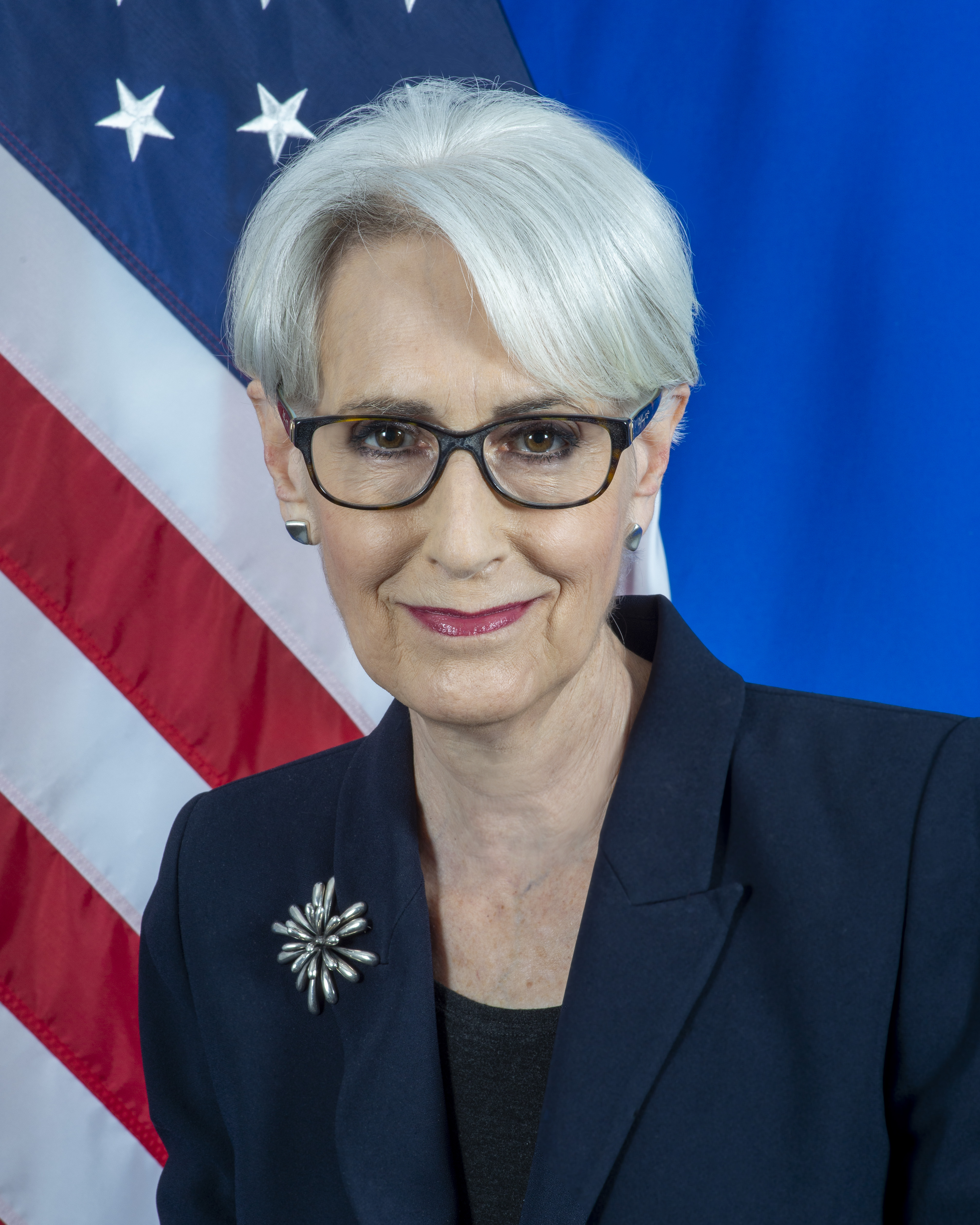
Wendy Sherman é a atual Secretária de Estado Adjunta.

O Secretário de Estado adjunto dos Estados Unidos é o principal adjunto do Secretário de Estado. A atual secretária de Estado adjunta é Wendy Ruth Sherman, servindo desde abril de 2021 sob o secretário de Estado Antony Blinken. Se o secretário de Estado renunciar ou morrer, o secretário de Estado adjunto torna-se secretário de Estado interino até que o Presidente nomeie e o Senado confirme um substituto. A posição foi criada em 1972. Antes de 13 de julho de 1972, o Subsecretário de Estado tinha sido o segundo oficial de ranking do Departamento de Estado. A posição foi mais recentemente ocupada por Stephen Biegun.
O Departamento de Estado é a única agência federal de nível de gabinete que tinha dois secretários adjuntos co-iguais em sua história. O segundo secretário adjunto de Estado, o Secretário adjunto de Estado de Gestão e Recursos, atuou como "primeiro assistente" para fins da Lei de Reforma das Vagas, mas ambos os secretários adjuntos tinham total autoridade delegada para atuar para o secretário, se não fosse proibido por lei. Eles estão listados com uma designação "B", abaixo, durante os anos do presidente Barack Obama, sob o comando da secretária Hillary Clinton e do secretário John Kerry. Esses deputados foram Jack Lew, que, após quase dois anos no Departamento de Estado, deixou para se tornar Chefe de Gabinete de Obama e, em seguida, mais tarde Secretário do Tesouro em 2013; Thomas Nides, que havia prometido apenas 2 anos de serviço e, posteriormente, retornou para ser o diretor de operações do Morgan Stanley; e Heather Higginbottom, que preencheu o segundo mandato de Barack Obama sob o secretário Kerry como a primeira mulher secretária de Estado adjunta. Esta prática foi encerrada sob o presidente Donald Trump.

Alguns secretários de Estado adjuntos foram nomeados secretário de Estado, como Warren Christopher em 1992 e Lawrence Eagleburger em 1993 sob o presidente William Jefferson Clinton, e Antony Blinken, como secretário de Estado sob o presidente Joseph Biden em 2021.